# Staurodesmus constrictus
Staurodesmus constrictus  là một loài Song tinh tảo trong họ Desmidiaceae, thuộc chi Staurodesmus.